# Końcepole (starostwo Wielka Wieś)
Końcepole (lit. Galalaukiai) – wieś na Litwie leżąca w gminie Wielka Wieś, rejonie ignalińskim, okręgu uciańskim, 1 km od wsi Dzisna.

## Historia
Wieś była znana w 1744 roku jako miejscowość w parafii w Twereczu.
W okresie międzywojennym wieś leżała w granicach II Rzeczypospolitej w gminie wiejskiej Twerecz, w powiecie święciańskim, w województwie wileńskim. Jej mieszkańcy podlegali pod rzymskokatolicką parafię w Wasiewiczach.
Po agresji ZSRR na Polskę w 1939 roku wieś została zajęta przez Armię Czerwoną i włączona do BSRR, a w 1940 do LSRR. W latach 1941–1944 pod okupacją niemiecką. Następnie leżała w LSRR. Od 1991 roku w Republice Litewskiej.